# Henning Dierks
Henning Dierks (* 21. Oktober 1976 in Westerstede) ist ein deutscher Politiker (SPD). Er ist seit dem 1. November 2021 Bürgermeister der Stadt Bad Zwischenahn.

## Biografie
Dierks wuchs in Bad Zwischenahn auf und absolvierte dort sein Abitur. Er studierte an der Kommunalen Hochschule für Verwaltung in Niedersachsen in Hannover und schloss als Diplom-Verwaltungswirt ab. Im Anschluss arbeitete Dierks beim Landkreis Wesermarsch und beim Landkreis Ammerland, unter anderem als Wirtschaftsförderer. Ab 2014 bis zu seiner Wahl als Bürgermeister war er beim Amt für regionale Landesentwicklung Weser-Ems in Oldenburg tätig.

## Politik
Dierks ist Mitglied der SPD. Er wurde 2011 erstmals für seine Partei in den Stadtrat von Bad Zwischenahn gewählt. Seit 2015 war er Fraktionsvorsitzender der Stadtratsfraktion und von 2017 bis 2021 erster stellvertretender Bürgermeister von Bad Zwischenahn.
Die SPD nominierte Dierks im Dezember 2020 für die Bürgermeisterwahl 2021.  Bei der Bürgermeisterwahl am 12. September 2021 wurde er mit rund 53 % als Nachfolger von Arno Schilling gewählt. 2026 will er erneut als Bürgermeisterkandidat antreten.